# إخواتي (مسلسل)
إخواتي هو مسلسل تلفزيوني مصري عُرض في شهر رمضان عام 1446 هـ (1 مارس 2025م)، من بطولة نيللي كريم، روبي، كندة علوش، جيهان الشماشرجي، من تأليف مهاب طارق، ومن إخراج محمد شاكر خضير.

## قصة المسلسل
تُعاني أربع شقيقات من رهاب اجتماعي في التعامل مع الجنس الآخر، ويسعين لتحقيق أحلامهن الخاصة وسط تحديات الحياة اليومية، لكن تنقلب حياتهن رأسًا على عقب بعد مقتل زوج إحداهن كما رأت في المنام، فتلجأ إلى شقيقاتها للبحث سويًا عن حل لإبعاد تُهمة القتل عنها
ويبدأن الشقيقات رحلة لكشف الحقيقة، مما يكشف أسرارًا عن حياتهن الشخصية وعن العلاقات بينهن. تظهر صراعات داخلية، مثل الغيرة أو سوء الفهم، لكنهن يتغلبن عليها بروح الأخوة وفي الحلقة الأخيرة، تصل الأحداث إلى ذروتها. إحدى الشقيقات، سها، تكافح مع إدمانها لعمليات التجميل، بينما تواجه ناهد وفرحات فشلًا في محاولتهما لتبني طفل. النهاية تقدم حلًا للغز القتل، لكنها تترك انطباعًا مفتوحًا حول مصير الشقيقات وكيفية مواجهتهن لتحدياتهن المستقبلية..

## طاقم العمل
- نيللي كريم: (سهى)
- روبي: (أحلام)
- كندة علوش: (ناهد)
- جيهان الشماشرجي: (نجلاء)
- علي صبحي: (هشام)
- حاتم صلاح: (فرحات)
- محمد ممدوح: (عابدين (ضيف شرف))
- نبيل عيسى: (إدوارد سمعان)
- أحمد الأزعر: (صديق)
- محمد صلاح: (كريم)
- ثراء جبيل: (شيماء)
- أحمد حاتم: (ربيع - ضيف شرف)
- إسلام حافظ
- بسنت أبو باشا
- عفاف رشاد: (توحيدة - أم ربيع)
- شيرين رضا: (رقية)